# Kolymite
La kolymite è un minerale descritto nel 1980 in base ad un ritrovamento avvenuto nei giacimenti di antimonio di Krokhalin, lungo il fiume Kolyma nella regione di Magadin in Russia. Il nome deriva dal luogo della scoperta. Il minerale fonde a bassa temperatura e il mercurio si separa completamente sopra i 150 °C 

## Morfologia
La kolymite si presenta in aggregati di 0,01-0,8mm di forma irregolare composti da cristalli di 5μm di forma cubica od ottaedrica.

## Origine e giacitura
Si trova nelle concentrazioni di minerali pesanti in concrescita con rame nativo. È dimorfica della belendorffite.